# 米科拉·庫哈雷維奇

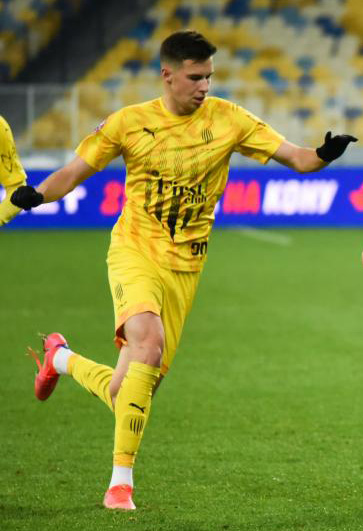
米科拉·庫哈雷維奇

米科拉·伊霍罗维奇·库哈雷维奇（羅馬化：Mykola Ihorovych Kukharevych；2001年7月1日—），乌克兰职业足球运动员，司职前锋，效力于蘇超俱乐部希伯尼安，现租借自英格蘭足球冠軍聯賽联赛俱乐部斯旺西城。